# Khachaghbyur
Khachaghbyur là một đô thị thuộc tỉnh Gegharkunik, Armenia. Dân số ước tính năm 2011 là 1435 người.